# Aguinaldo Moreira
Aguinaldo Moreira (Santos, 12 de outubro de 1943) é um ex-treinador e ex-futebolista brasileiro que atuava como goleiro. Atualmente, é auxiliar-técnico das goleiras do Corinthians Feminino.

## Carreira

### Jogador
De terceiro goleiro na Portuguesa, inclusive limitado a ver os jogos da arquibancada, ele virou titular no time infantil em 1958.
Estava no Nacional-SP, quando foi contratado pelo Santos, em janeiro de 1969. Chegou como quarta opção para a posição no clube em que o titular era Gylmar, seu ídolo.
Sua passagem ficou marcada por ter atuado na histórica partida contra o Vasco em 19 de novembro de 1969, quando Pelé marcou seu milésimo gol no Maracanã e foi carregado por Aguinaldo, que deu uma volta olímpica com o Rei em seus ombros.
Em 1970, foi sondado pela Portuguesa Santista, mas não foi liberado.
Pelo Peixe, fez 22 jogos entre 1969 e o início de 1971. Em abril de 1971, recebeu passe livre do clube.
Ainda em 1971, passou também por Olaria.
Entre 1971 e 1974, atuou pelo Vitória.
Atuou ainda no futebol do Canadá.

### Fora dos campos
Ao abandonar os gramados, assumiu a função de preparador de goleiros, em 1985.
Em 1985, trabalhou no Palmeiras, onde treinou Leão e Zetti.
Foi preparador de goleiros do Corinthians entre 1987 e o segundo semestre de 1997, onde treinou Carlos, Waldir Peres e Ronaldo. Aguinaldo também assumiu o comando do Corinthians de forma interina em quatro ocasiões distintas. A primeira vez foi em 1991, quando comandou a equipe em um amistoso contra o Paulistano de São Roque, entre a demissão de Cilinho e a chegada de Carlos Alberto Silva. No ano seguinte, em 1992, ele retornou como técnico interino em uma partida contra o Bragantino, pelo Campeonato Paulista, período que se deu entre a saída de Basílio e a contratação de Nelsinho. Por fim, em 1996, Aguinaldo assumiu novamente de forma interina em duas partidas do Campeonato Paulista, enfrentando a Ferroviária e o América de São José do Rio Preto, entre a saída de Eduardo Amorim e a chegada de Valdir Espinosa. Ao todo, foram 3 vitórias, 1 empate e 0 derrota.
Em 1998, trabalhou no mesmo cargo pelo São Paulo.
Em 1999, foi levado ao Panathinaikos, da Grécia, por Eduardo Amorim.
Entre 2000 e 2001, foi treinador de goleiros no Santos. Entre 2008 e 2009, também trabalhou como técnico das categorias de base, onde foi Bicampeão Paulista Sub-13 de forma invicta.
O treinador voltou ao Corinthians em 2010 para comandar as categorias de base.
Em 2011, trabalhou como treinador do time sub-20 do Jabaquara, que fez boa campanha na segunda divisão do Campeonato Paulista daquela temporada.
Em 2014 e 2016, dirigiu o Atlético Mogi.

### Títulos
Santos
- Campeonato Paulista: 1969[27]

- Taça Cidade de São Paulo: 1970[28]

Vitória
- Campeonato Baiano: 1972